# Drabiv
Drabiv (ukrainien : Драбів, russe : Драбов) est une commune urbaine de l'oblast de Tcherkassy, en Ukraine. Elle compte 6 158 habitants en 2021.